# CODA (Apeldoorn)
CODA es un centro cultural en la ciudad holandesa de Apeldoorn que alberga una biblioteca pública, un archivo y un museo. El diseño es del arquitecto holandés Herman Hertzberger. 
CODA es un acrónimo derivado de Cultuur Onder Dak Apeldoorn (Cultura bajo techo Apeldoorn). 
Con debates y publicaciones sobre desarrollos sociales y con respecto al arte (literatura, música, cine, artes visuales), CODA se presenta como un centro de conocimiento e información. Las presentaciones principales muestran la historia de Apeldoorn y sus alrededores. 

## Arquitectura
El diseño de Hertzberger fue el ganador de un concurso organizado por el municipio para crear un centro urbano que incluyera un museo, un archivo y una biblioteca. Hertzberger ideó un edificio en forma de U, dispuesto alrededor de la Casa de las Bellas Artes, en el que el centro de formación para las artes Markant y el escenario y el cine Gigant están alojados. La independencia de la Casa de Bellas Artes fue una condición en la competencia arquitectónica. El nuevo edificio juega espacialmente con las escaleras de la Casa de Bellas Artes. CODA es un edificio transparente donde las personas pueden ver a través de él. 
CODA posee grandes ventanales que muestran el funcionamiento interior del edificio. La habitación negra  cerrada (parecida a una caja) que contiene los archivos y el depósito contrasta con las fachadas de vidrio subyacentes. Los pisos están suspendidos con tirantes debajo de esta 'caja', lo que significa que el interior tiene un carácter más abierto debido a los grandes espacios. 

## La colección del museo
El museo CODA fue creado como una fusión del Museo Histórico Apeldoorn y el Museo Van Reekum. 
- Las subáreas de la colección del museo histórico, que se reunió durante un período de más de cien años, son: Apeldoorn e historia regional, arqueología de Apeldoorn y sus alrededores, vivir y trabajar en el Veluwe oriental (historia social), historia y dibujos animados, textiles (en particular regalos regionales de Veluwe), artistas y diseñadores de Apeldoorn (incluido Henk Wegerif) y pinturas.
- Una gran colección de juguetes ADO del diseñador Ko Verzuu.
- Centro de conocimiento de la joyería, que desde 2015 cuenta con un gran préstamo de alrededor de 400 joyas de la colección nacional y otras muestras de, entre otros, Onno Boekhoudt, Chris Steenbergen y Nicolaas Thuys.[1]
- Arte contemporáneo de la colección del Museo Van Reekum, construido a partir de 1978: arte autónomo, libros de artistas y joyas de numerosos artistas de renombre.

### Joyas
Junto con el Museo Centraal en Utrecht, el Museo de Arte Moderno Arnhem, el Museo Stedelijk (Ámsterdam) y el Museo del Diseño Den Bosch, CODA es una de las instituciones más importantes en los Países Bajos que se ocupa de la colección y exhibición de trabajos de diseñadores de joyas internacionales; estos cinco museos trabajan en conjunto la colección nacional de Países Bajos para coordinar las colecciones y exhibiciones respectivas.

## Fundación Van Reekum
El museo CODA realiza tareas que anteriormente tenían lugar en el Museo Van Reekum. La Fundación Van Reekum se estableció en septiembre de 1952. Aunque la fundación no contribuyó con su propia colección, hizo una contribución financiera sustancial a las instalaciones de música y arte dentro del municipio de Apeldoorn. Inicialmente como una galería dentro del centro cultural y luego consolidándose como un reconocido museo de Apeldoorns, pudo vincular el nombre de los donantes a exposiciones variadas de gran calidad y, además, construir una colección especial propia. 